# Catherinettes
« Catherinette » redirige ici. Pour les autres significations, voir Ronce pubescente.

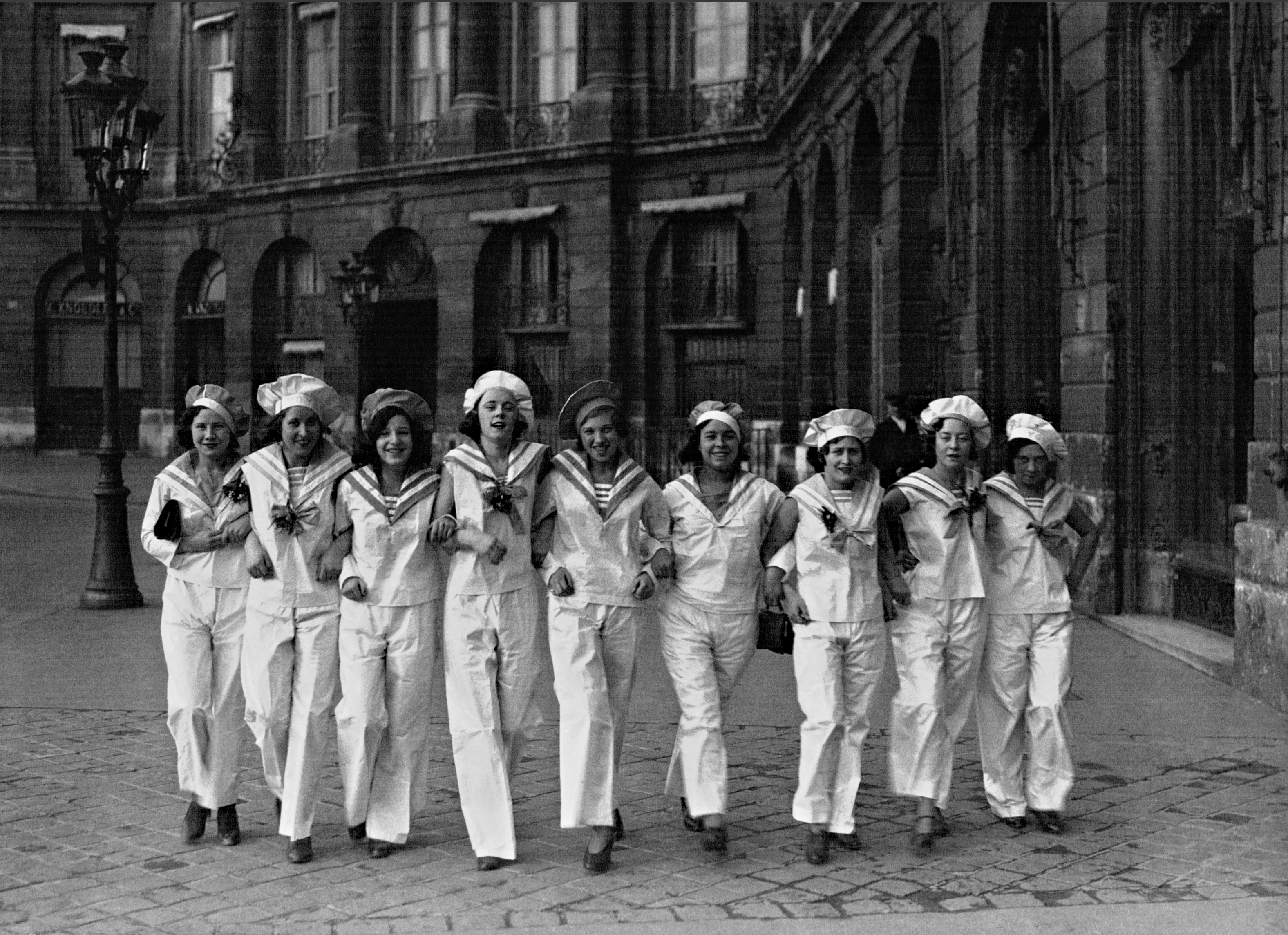
Groupe de catherinettes à Paris, rue de la Paix, en 1932

On appelle catherinettes les jeunes femmes de vingt-cinq ans ou plus encore célibataires.

## Fête de sainte Catherine
Les catherinettes étaient fêtées le 25 novembre, jour de la fête de sainte Catherine d'Alexandrie, vierge et martyre, patronne des jeunes filles.

## Coutume

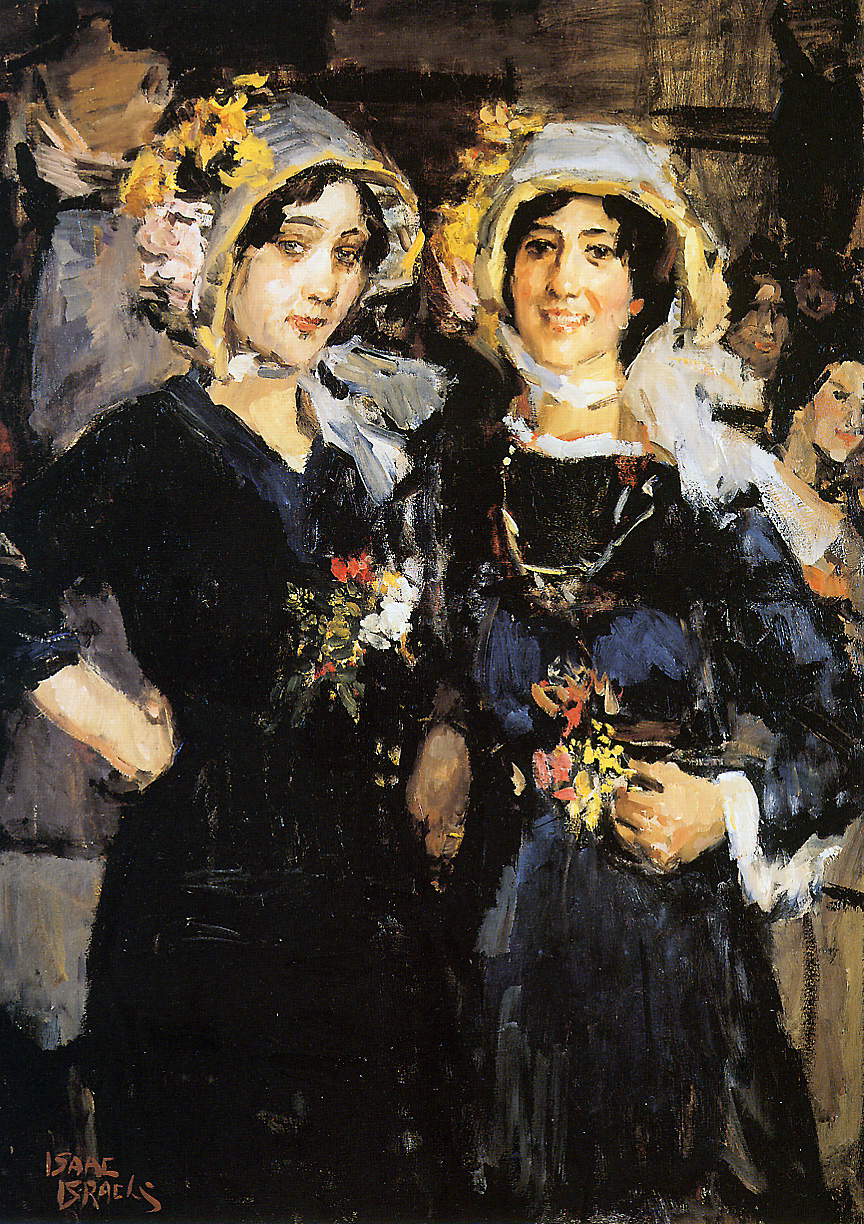
Deux Catherinettes, Isaac Israëls, vers 1905

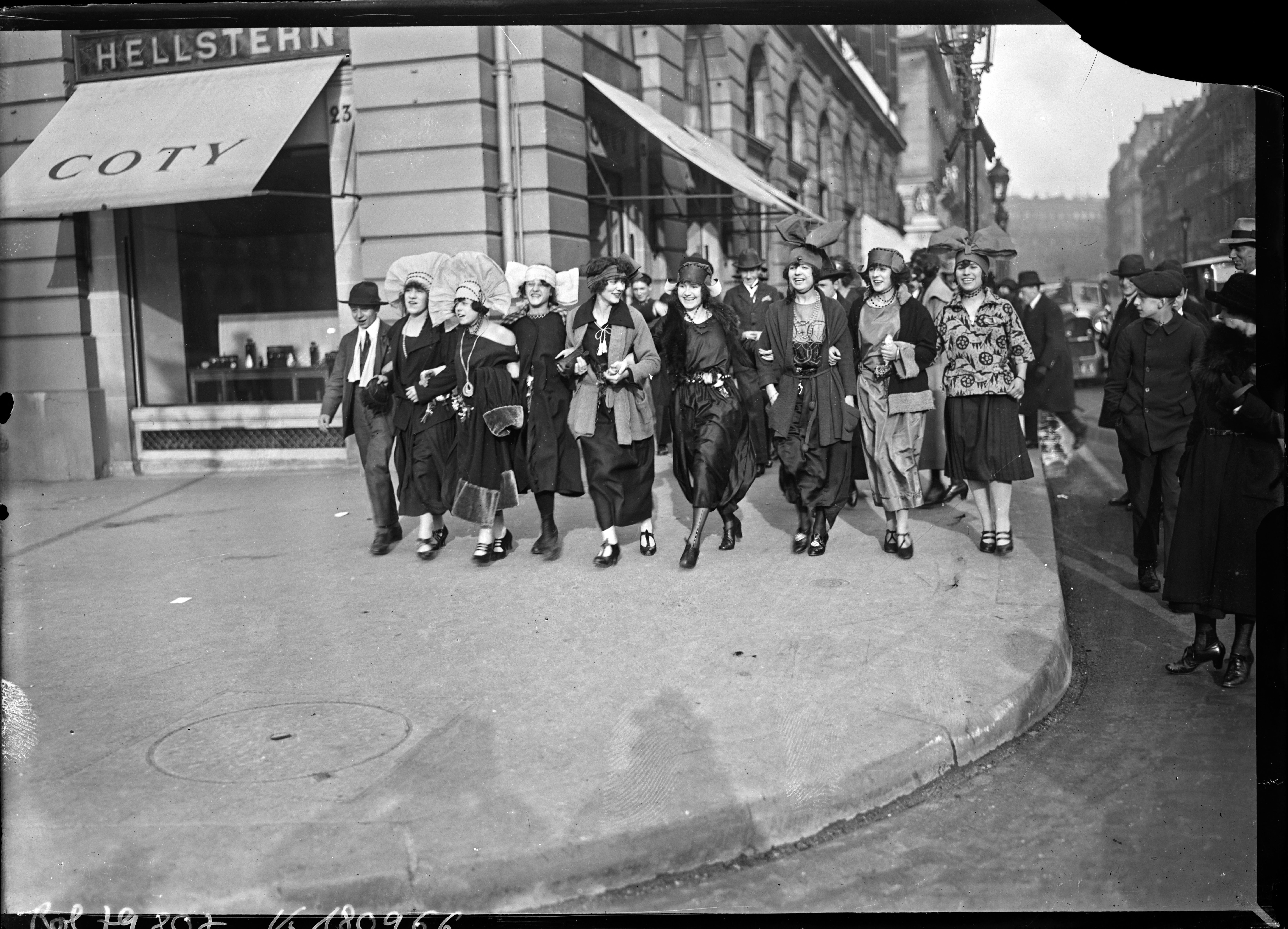
Catherinettes

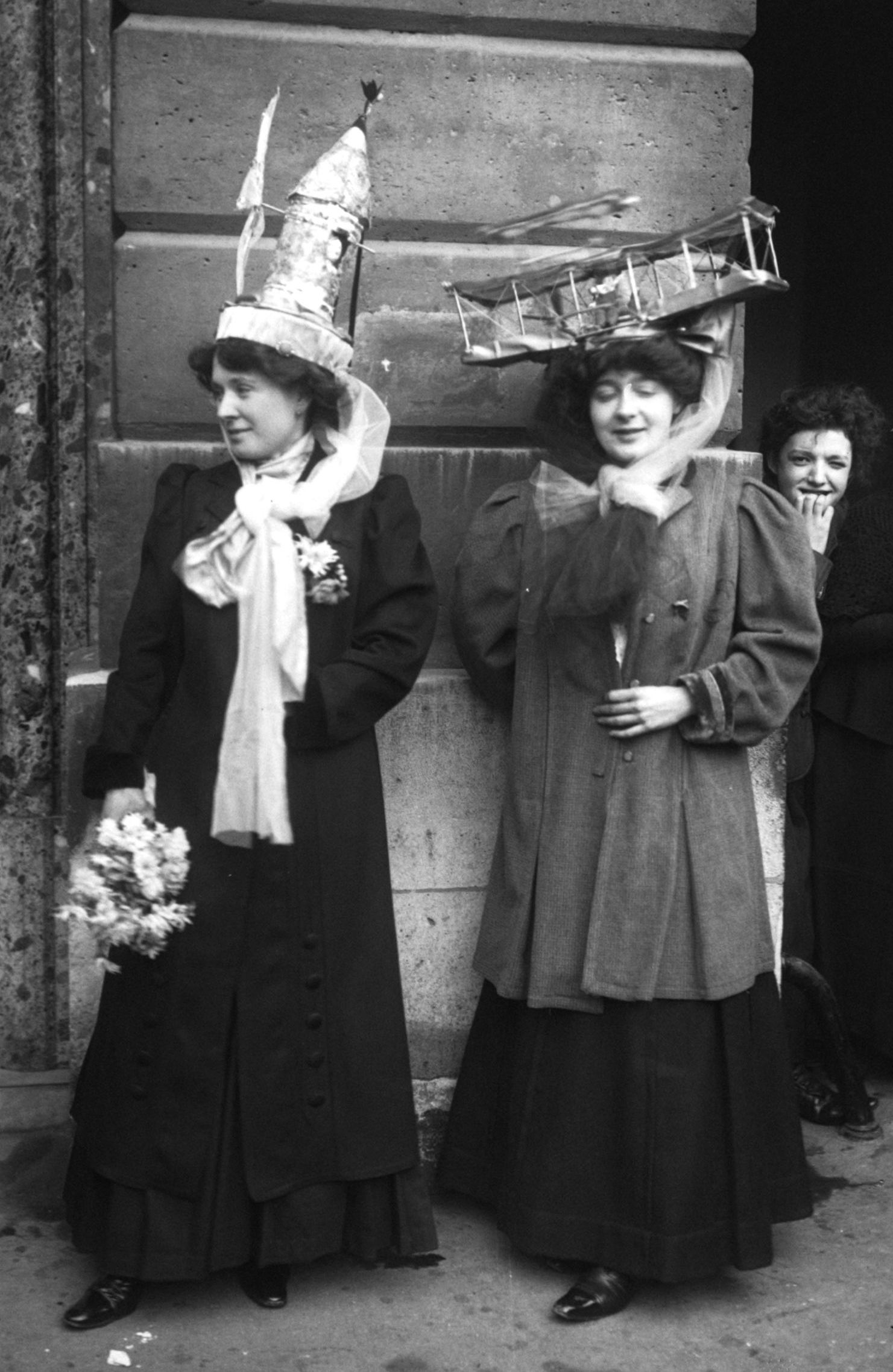
Deux catherinettes, coiffées de chapeaux extravagants, à Paris en 1909

Cette coutume, à travers laquelle les jeunes filles faisaient des vœux pour un prompt mariage, ne s'est conservée, sous une forme altérée, que dans le milieu des couturières et de la mode où on apporte traditionnellement un soin particulier à la confection du chapeau (« de la coiffe »). Les couleurs traditionnelles du chapeau sont jaune et vert, deux couleurs ne s'accordant pas.
La tradition a beaucoup décliné, mais existe encore dans certains milieux professionnels, parfois vécue sur un ton ironique.
Autrefois, sainte Catherine et saint Nicolas protégeaient l'un et l'autre les célibataires dans leur sexe respectif afin de prévenir tout attouchement personnel. Des confréries de jeunes filles vénéraient la sainte et avaient le privilège de s'occuper de sa statue, qu'elles coiffaient lors d'une cérémonie chaque 25 novembre. Celles qui se mariaient devaient quitter la confrérie et laisser aux autres le soin de « coiffer sainte Catherine », expression signifiant pour une femme : « être encore célibataire à vingt-cinq ans (passés) ». Du fait des transformations sociales du statut de la femme et du mariage, cette coutume s'est progressivement perdue.
Le jour de la Sainte-Catherine, à Paris, les Catherine et Nicolas employés des maisons de couture sont généralement reçus à la mairie et se voient souvent offrir des cadeaux par leur employeur, en plus du chapeau préparé par leurs collègues.
Les hommes célibataires étaient plus rares à participer, mais lorsqu'ils ne s'en remettaient pas à l'intercession de Saint-Nicolas (fêté le 6 décembre) et qu'ils se joignaient à la Sainte-Catherine ils étaient alors appelés « roi de la Sainte-Catherine » ou « roi Sainte-Catherine ».

## Sainte Catherine à Paris et les midinettes

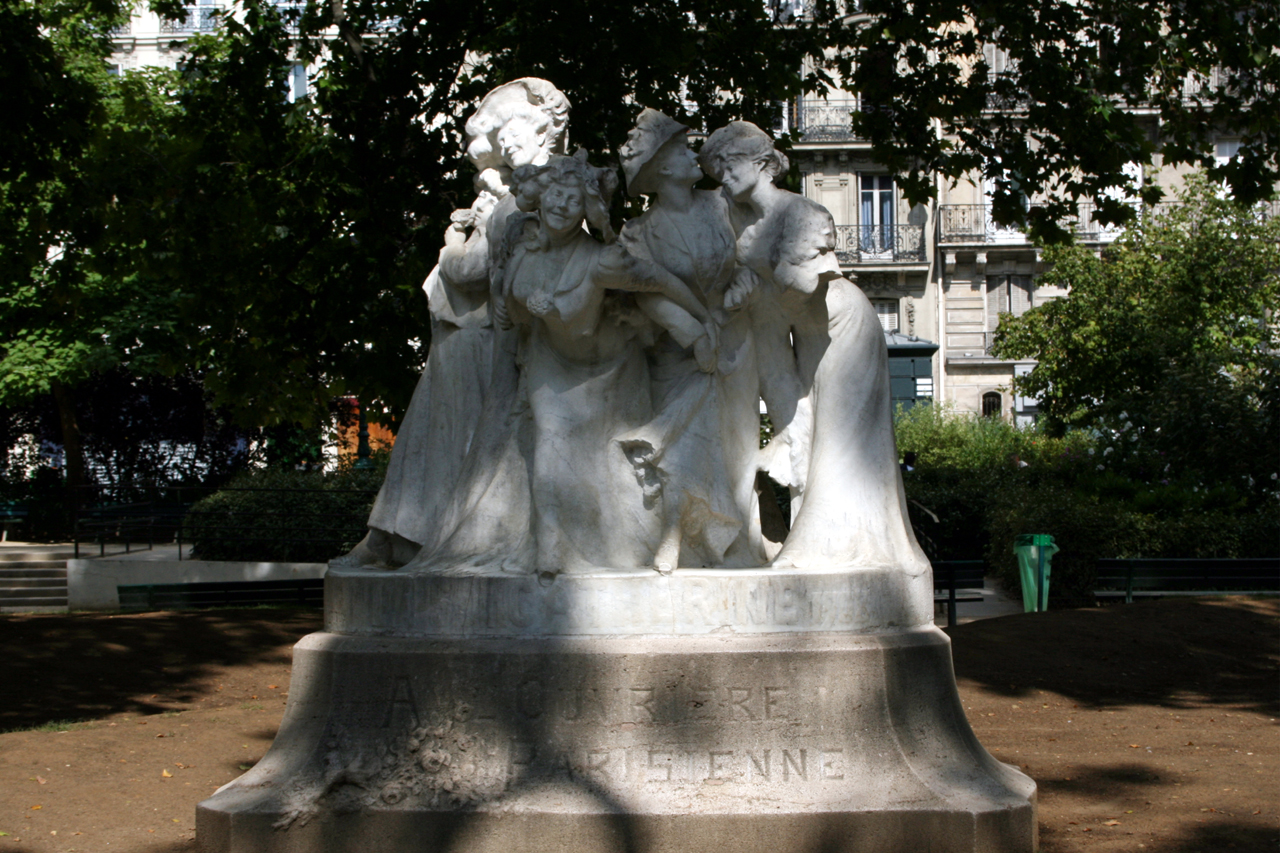
La Sainte Catherine (Paris).

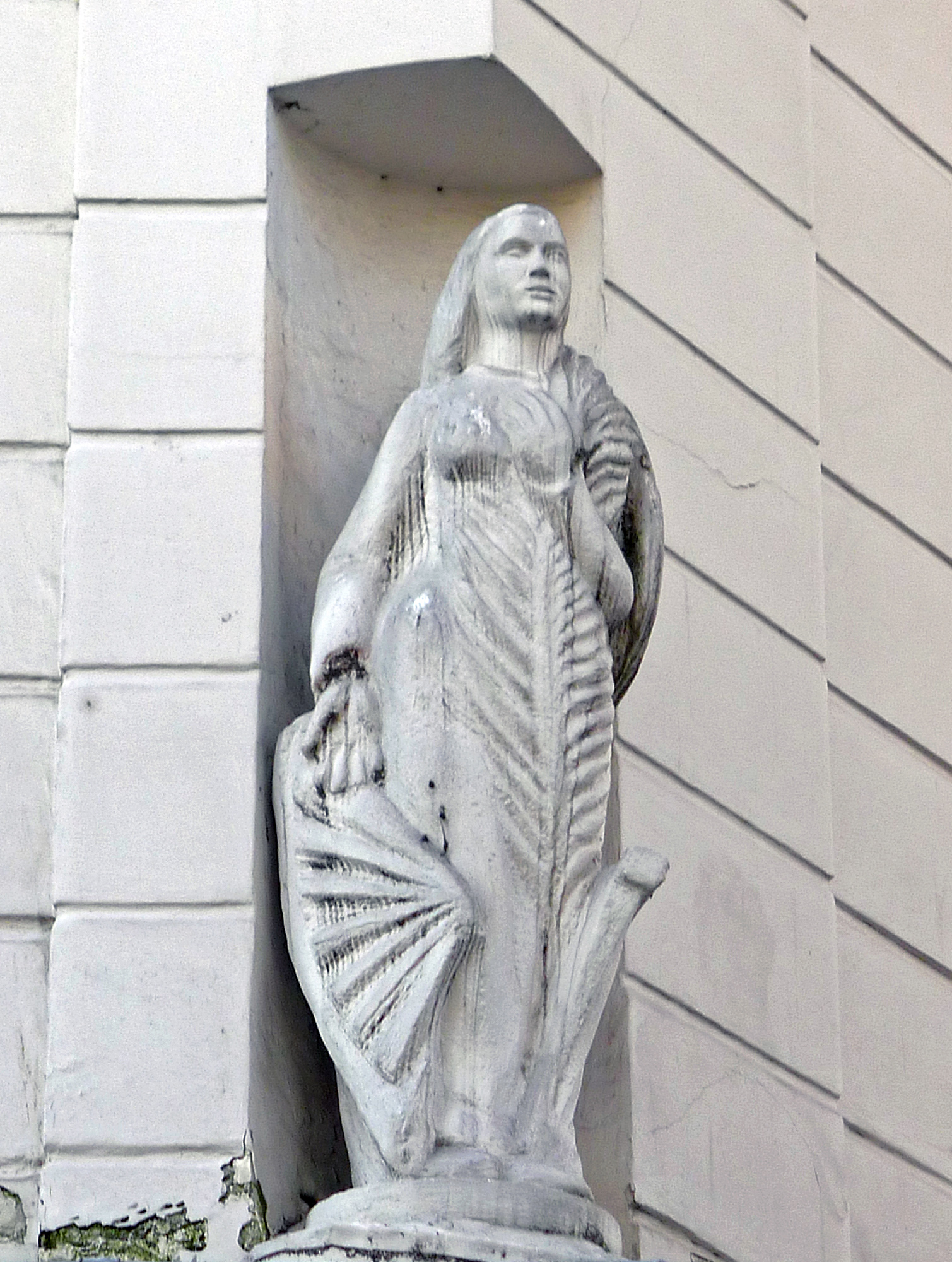
Statue de sainte Catherine dans une niche à l'angle des rues de Cléry et Poissonnière.

Les jeunes filles travaillant dans le domaine de la mode adoptent sainte Catherine comme patronne. Dans le Sentier, elles  prennent dès les années 1920 l'habitude de sortir fleurir une statue de leur patronne située au coin de la rue de Cléry et de la rue Poissonnière. On les surnomme les « midinettes ». Les coiffures sont soignées, parfois extravagantes.
La place du Marché Sainte-Catherine se situe dans le Marais à Paris.
Un office religieux à l'église Notre-Dame-de-Bonne-Nouvelle est également organisé.
La fête est parfois organisée au niveau même de l'entreprise : ainsi, les maisons de couture fournissent « gâteaux, liqueurs et fleurs ». D'autres festivités existent, comme en 1952 une parade dans des chars tirés par des chevaux pour Dior ou une exposition organisée dans l'atelier Jacques Fath.
Dans le film La Fille à la casquette (A New Kind of Love), réalisé par Melville Shavelson avec Frank Sinatra et Maurice Chevalier entre autres (sorti dans les salles en 1963), la fête de la Sainte-Catherine à Paris dans le milieu de la haute-couture y est retracée en détail et avec beaucoup d'humour ; l'affiche de ce film américain rend également hommage au couple dans la vie de Paul Newman et Joanne Woodward restés mariés durant 50 ans jusqu'au décès de l'acteur en 2008 alors que, dans le film, l'intercession de sainte Catherine pour leur amour est flagrante.
Dans certaines entreprises du secteur de la mode et de l'industrie du luxe, la Sainte-Catherine est toujours célébrée dans les années 2010 par les jeunes collaboratrices.
Le groupe statuaire La Sainte Catherine (1908) de Julien Lorieux, situé dans le square Montholon (9e arrondissement de Paris), évoque les catherinettes.